# Ольховка (Закарпатская область)
Ольхо́вка (укр. Вільхівка) — село в Заречанской сельской общине Хустского района Закарпатской области Украины.
Почтовый индекс — 90141. Телефонный код — 3144. Занимает площадь 4,930 км². Код КОАТУУ — 2121986401.

## Население
Население по переписи 2001 года составляло 1857 человек.

### Языковой состав
Родной язык населения по данным переписи 2001 года:
| Язык       | Численность, чел. | Доля     |
| ---------- | ----------------- | -------- |
| Украинский | 1 852             | 99,73 %  |
| Другое     | 5                 | 0,27 %   |
| Итого      | 1 857             | 100,00 % |

## История
В 1946 году указом ПВС УССР село Влахово переименовано в Ольховку.